# Psychologie a básnictví
Psychologie a básnictví (německy Philosophie der Literaturwissenschaft) je přednáška z roku 1922 psychoterapeuta a zakladatele analytické psychologie Carla Gustava Junga. Přednáška patří k nejznámějším Jungovým přednáškám, která posléze byla vydávána v různých sbornících jeho díla jako esej. Poprvé byla publikována v roce 1930. V přednášce Jung zkoumá hlavně vztah psychologie a literatury, která dle něj umožňuje lepší poznání archetypů a nevědomého světa.

## Shrnutí přednášky[2][3]
V předmluvě přednášky je stručně popsán stav psychologie v Jungově době, která se nacházela v roztříštěném stavu, kdy v podstatě každý psychologický teoretik považoval svou pravdu
za obecný zákon. Dále uvádí, že ačkoli analytická psychologie a literatura jsou
rozdílné oblasti, umožňuje literatura a zejména básnictví výzkum mnohých psychologických aspektů. V samotné přednášce dává do kontrastu
psychologický druh tvorby, reprezentovaný psychologickými romány, a nepsychologický
druh tvorby. Psychologický druh tvorby je dle Junga samo vysvětlující, a tudíž neumožňuje dostatečné proniknutí do psychologické hloubky. Nepsychologický druh
tvorby ale umožňuje psychologický výklad, neboť autor nepředjímal určitou
psychologii postav či díla, tudíž psychologická analýza a výklad díla nejsou
rušeny autorovým záměrem, spíše ještě usnadněny. Podle Junga je důležité
porovnat rozdíly mezi psychologickým a nepsychologickým druhem literatury,
neboť psychologická literatura zbavuje psychologa veškeré práce kvůli své
vlastní vysvětlené povaze. Nepsychologickou literaturu ale označuje za vizionářský
druh tvorby. Jedná se zejména o básnická díla, ale zmiňuje i některé romány
(Moby Dick). Vizionářská literatura umožňuje dle Junga ponoření do „temnoty
lidského vědomí“, kdy je čtenář zmaten a fascinován zároveň tzv. „pravizemi“, které umožňují náhled do kolektivního nevědomí. Mezi takovýto druh literatury
zařazuje Goetheho Fausta, celé dílo Williama Blakea a
další slavné básnické skladby. Za základ pravize Jung považuje kolektivní
nevědomí a z něho vycházející tvořivý princip.
Zcela
odmítá usuzování z díla na psychologii autora, neboť odmítá vysvětlení
zejména básnické tvorby jako přenos neurotických symptomů autora z nevědomí
do díla, což bylo oblíbené psychologické vysvětlení psychoanalytické školy. Jung
předpokládá, že takovéto dílo nedokáže vysvětlit ani autor samotný, neboť autor
slouží jako nástroj tvořivého principu kolektivního nevědomí. Autor taktéž
slouží jako kompenzace lidského nevědomí během dobových změn, proto se například
Faust dotýká každého Němce. Osoba autora
je v podstatě paradoxní dualitou, kdy na jedné straně je člověkem a na
druhé straně neosobním tvůrčím procesem. Takže může být člověkem se svými
úmysly, city a náladami, ale jako umělec je člověkem ve vyšším smyslu. Je
kolektivním člověkem, který nese a utváří duši lidstva, jež je činná nevědomě.
Tudíž život umělce je plný konfliktů. Je to člověk versus tvůrčí proces, což
často vyústí v psychické problémy umělce.
Dále uvádí,
že pravize či prazážitky lze vysledovat během celé lidské historie, kdy se lidé
snažili ony prazážitky z hlubin lidského vědomí nějak zažehnat či usmířit. Tímto tvrzením vysvětluje výskyt stálých symbolů během lidské historie.
Například řecká mytologie je ukázkovým příkladem. Uvádí také, že, symboly
taktéž prochází neustálými změnami, například místo dřívějšího draka se používá
v dnešní době letadlo.
V poslední
části přednášky Jung rozebírá hypotézu archetypu, tedy symbolů v lidském vědomí
a nevědomí. Uvádí, že archetyp není ani dobrý ani špatný. Přisouzení mravní
hodnoty archetypu je čistě lidskou záležitostí. Dále Jung popisuje vyrovnávací
funkci archetypu. Archetypy se vynořují z vědomí ve chvílích, kdy vědomí
je vychýleno ze správné cesty. Pak se projeví síla archetypů, které se objevují
ve formě prazážitků v různých uměleckých dílech, aby opět byla nastolena
duševní rovnováha.
Právě proto Jung zdůrazňuje, že osobní stránka umělce
je naprosto bezvýznamná, neboť se jedná jenom o prostého posla archetypických
obrazů z kolektivního nevědomí. Tudíž umělcovo štěstí či neštěstí je
naprosto vedlejší ve srovnání s životem národa či celého lidstva. Osobní
stránka muže být výhodou či překážkou, ale nikdy není pro umění něčím
podstatným. Osobní biografie umělce může být zajímavá, ale pokud se jedná
zejména o básníka, tak je nepodstatná.